# 元征科技
深圳市元征科技股份有限公司，簡稱深圳市元征科技股份，以及元征科技（英語：LAUNCH TECH COMPANY LIMITED，港交所：2488），在1992年，由劉新（董事長）和劉均（首席執行官），於深圳（總部）成立前身為「深圳市元征科技有限公司」。
業務在中國內地經營汽车诊断、检测、养护产品研发、生产和销售。
股份在2002年10月7日於港交所創業板上市，當時代碼為8196.HK。配售股份為1.1億股，配售價格為0.72港元，0.792億港元集資。其後在2011年3月28日轉在主板上市。

## 連結
- cnlaunch.com （页面存档备份，存于）